# Rue Cérès
La rue Cérès est une voie de la commune de Reims, située au sein du département de la Marne, en région Grand Est.

## Situation et accès
La rue Cérès appartient administrativement au Centre-ville de Reims.
La voie est à double sens sur toute sa longueur.

## Origine du nom
Elle porte ce nom :
- En souvenir de la déesse de l'agriculture, des moissons et de la fertilité Cérès qui était le nom du quartier et de la porte qui fermait autrefois la ville,
- Selon Louis Demaison de la prison qui y était située. Du nom carcer, devenu chacre ou chècre[1].

## Historique
C'est l'une des anciennes voies du decumanus, une maison romaine a été fouillée au N°3, mais elle fut très largement détruite lors de la Première Guerre mondiale.
Cette voie portait au XVIIIe siècle le nom de « rue Dauphine ».
En 1841, la « rue Dauphine » est réunie à la « rue Cérès » et la « rue de la Grille-Cérès » sous la dénomination de rue Cérès. La maison familiales des Colbert se trouvait à l'angle de la rue avec celle de Nanteuil, elle disparut lors de la grande Guerre et son emplacement est marqué d'une plaque commémorative.

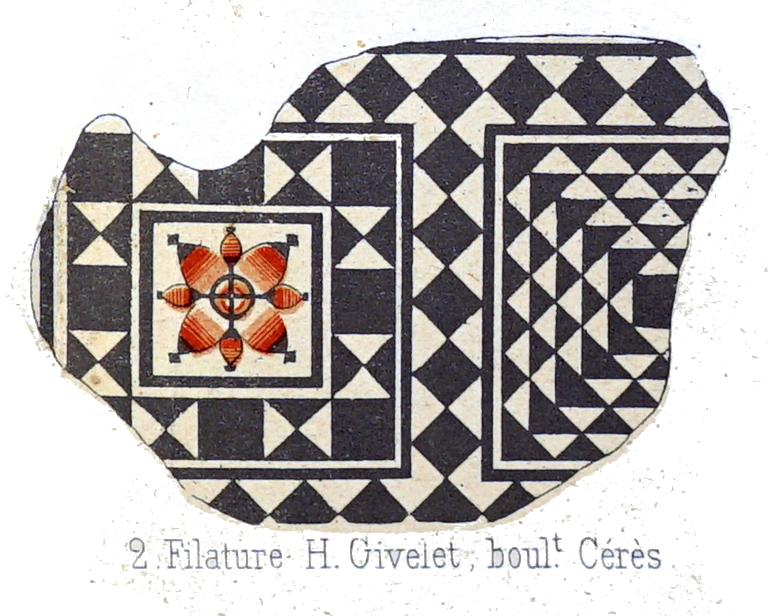
Mosaïque romaine,
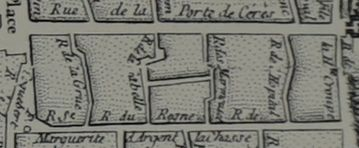
sur un plan de 1775,
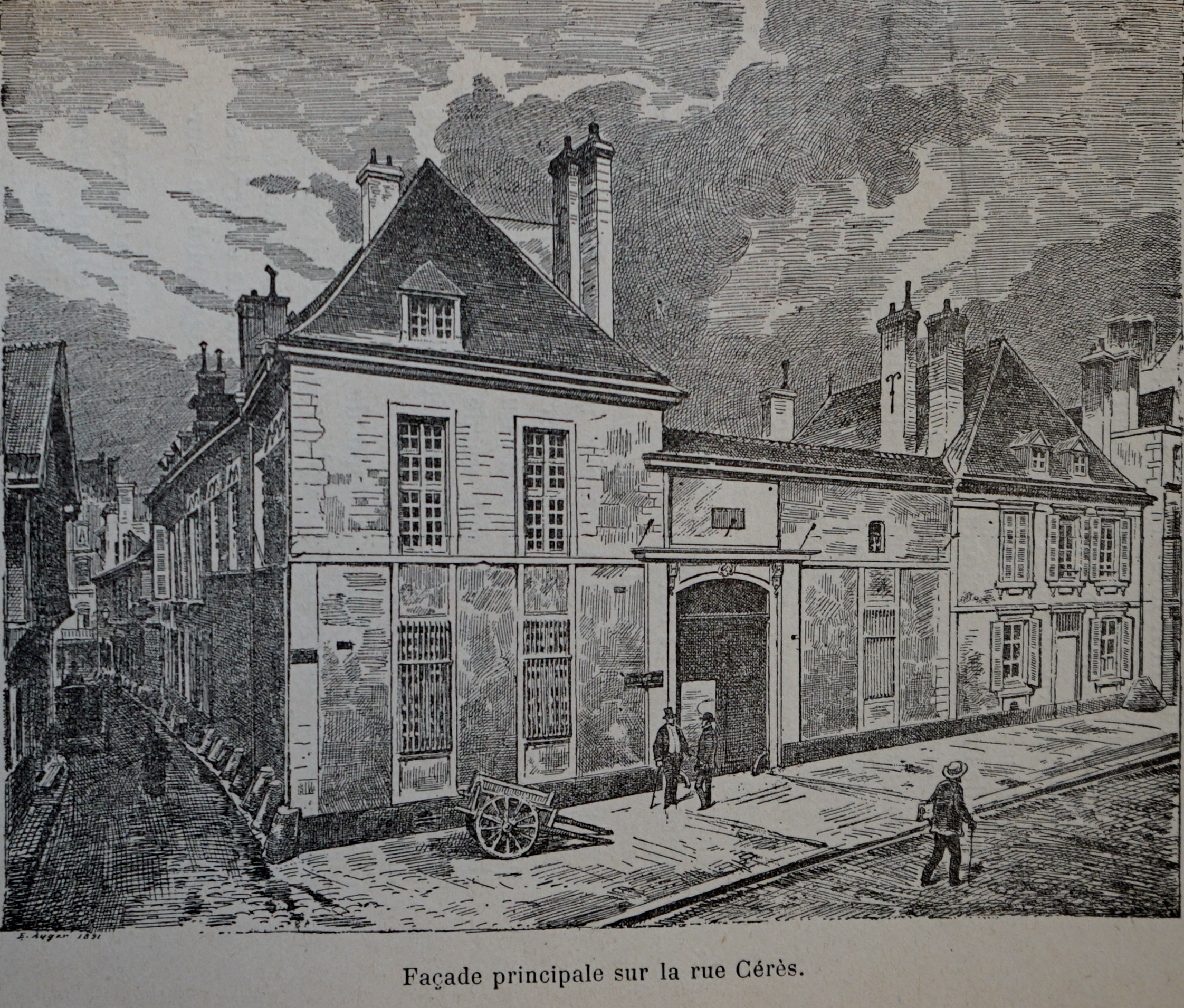
maison natale de Colbert,
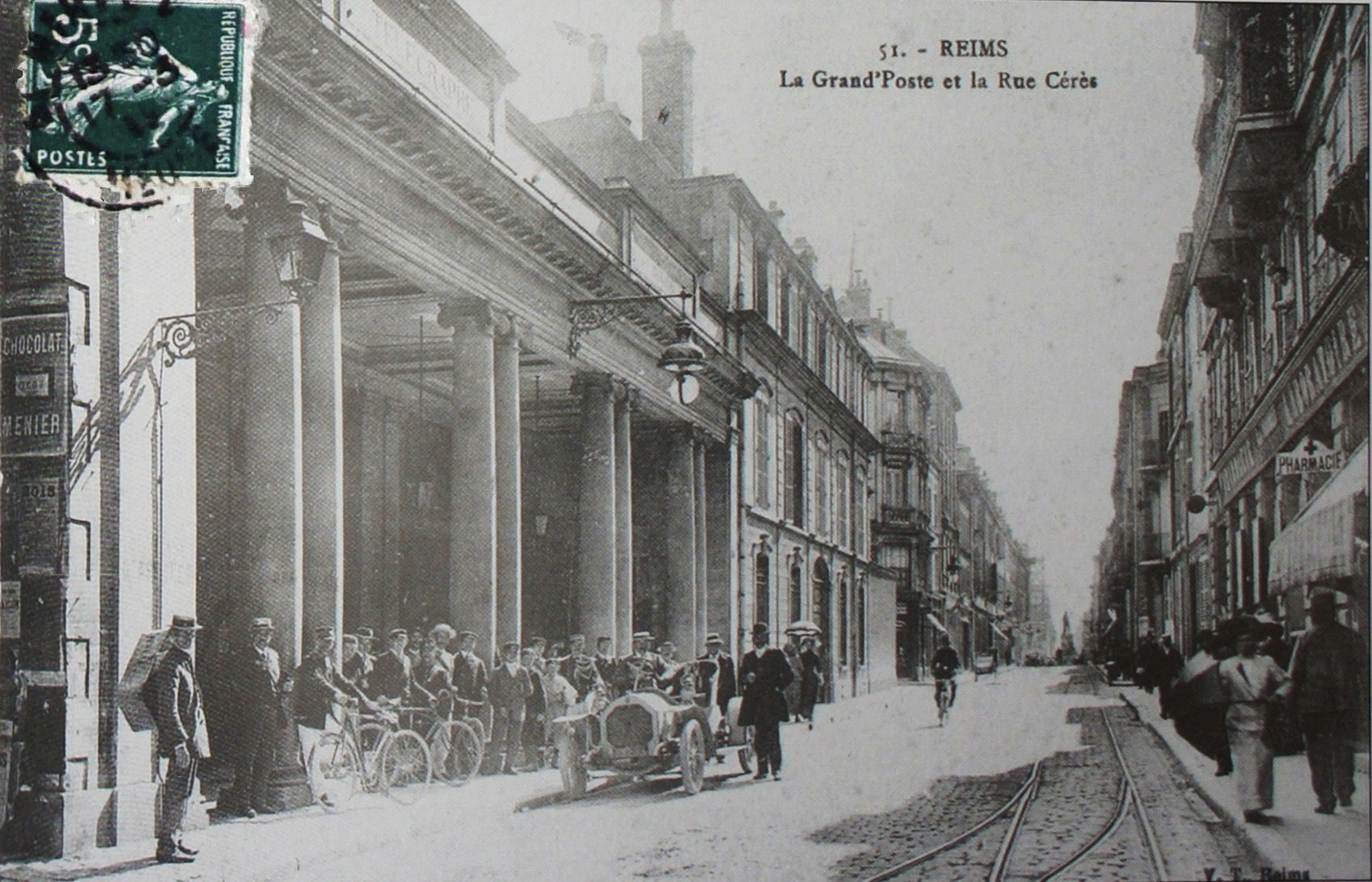
La poste détruite par la Grande Guerre et le tram dans la rue.

## Bâtiments remarquables et lieux de mémoire
- au n°2-4 : La poste Cérès[2],
- au n°10-12 : Les façades de l'ancien Comptoir de l'industrie de style Art-déco. L’ancienne quincaillerie, témoignage d’un Art Nouveau tardif, version Ecole de Nancy, “ Les Comptoirs de l’Industrie ” des architectes Émile Thion et Marcel Rousseau[3].
- au n°13-15 : immeuble de commerce et d’habitation en angle de rue, de Max Sainsaulieu, à l’emplacement de la maison natale de Colbert[3].
- au n°30 : : l'Hôtel Ponsardin[4].
- au N° 40 :  accès à la Rue de la Gabelle, rue la plus étroite de Reims.

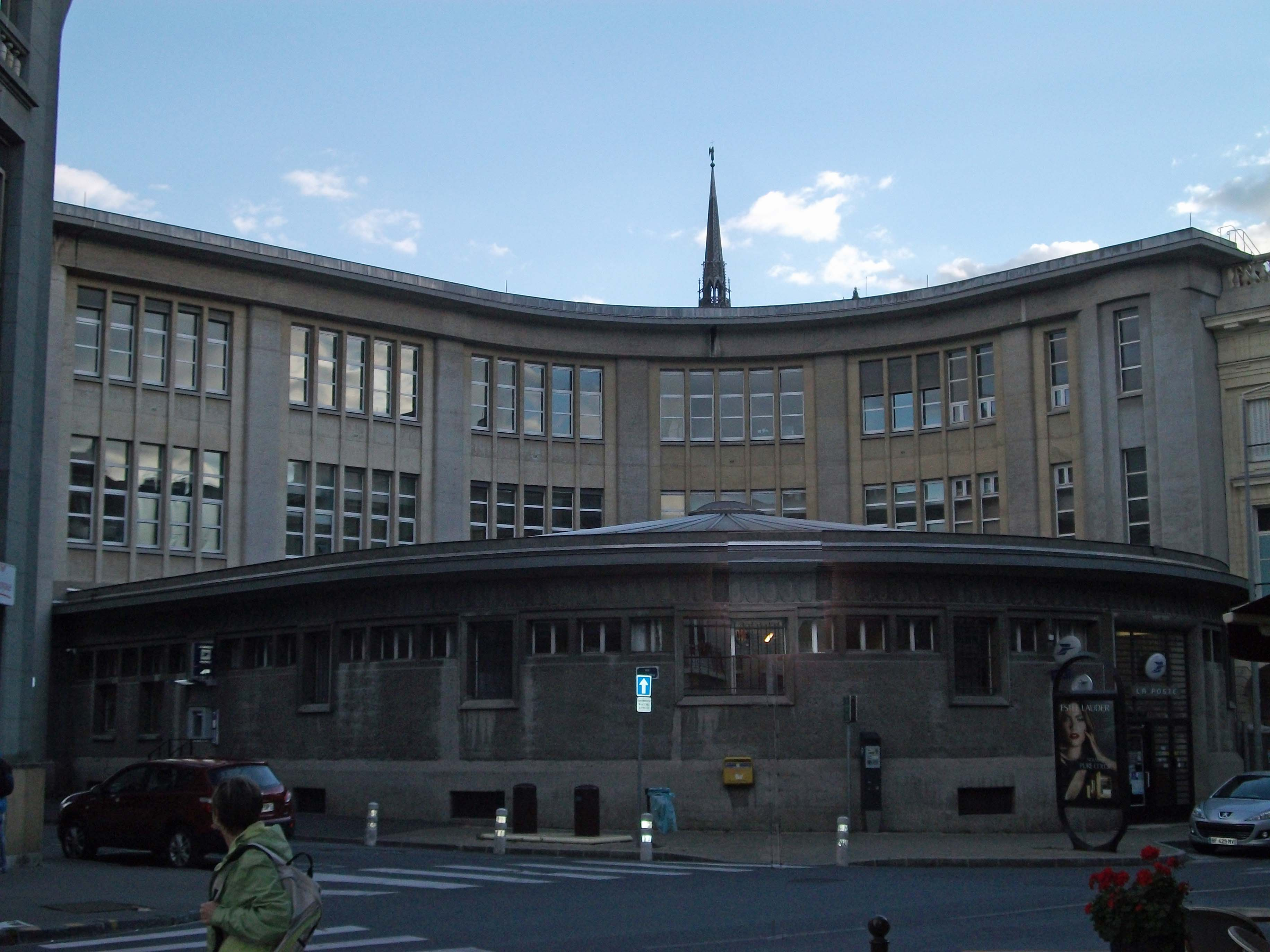
n°2-4, la Poste Cérès.
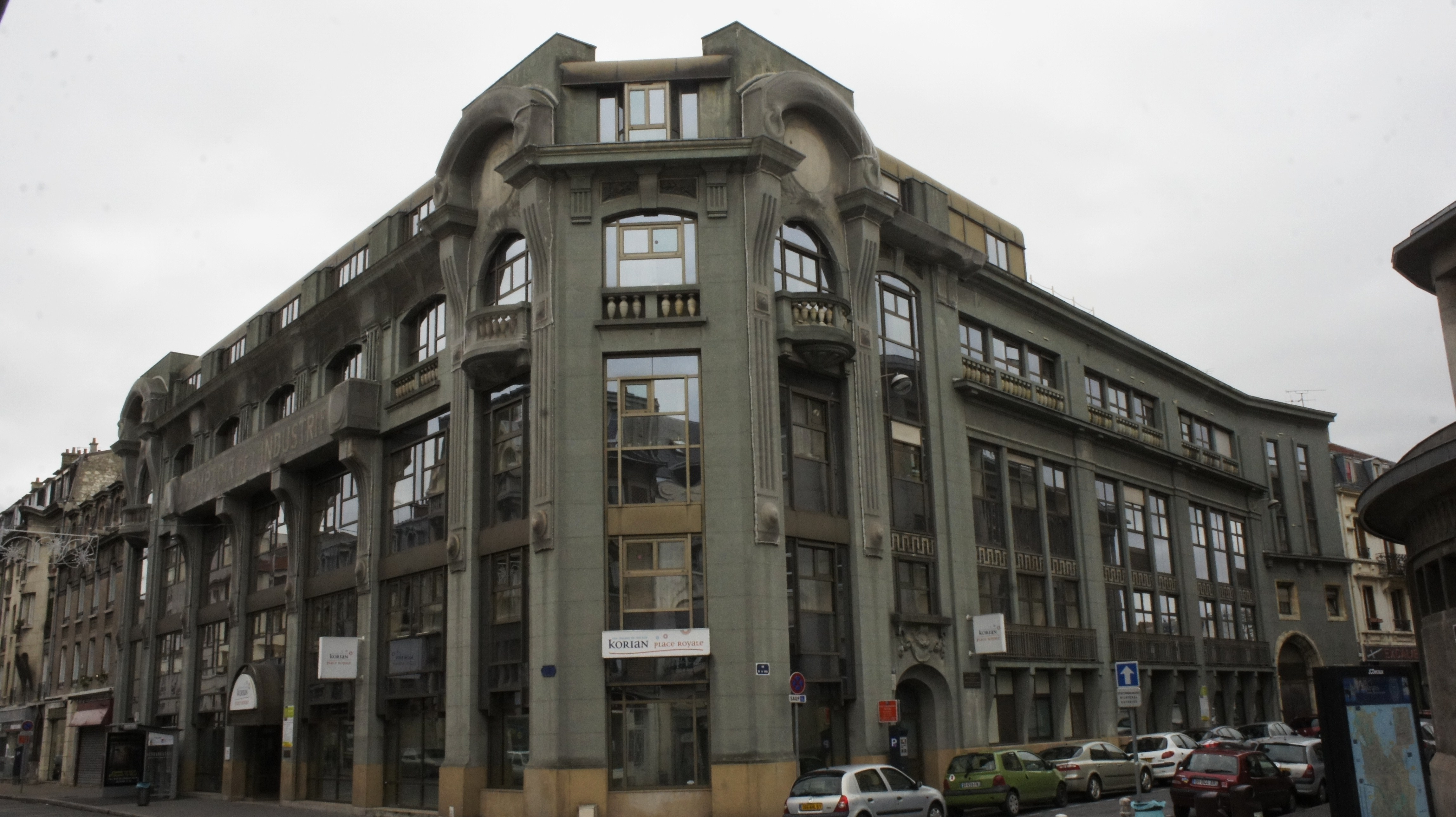
n°10-12 le Comptoir de l'industrie.
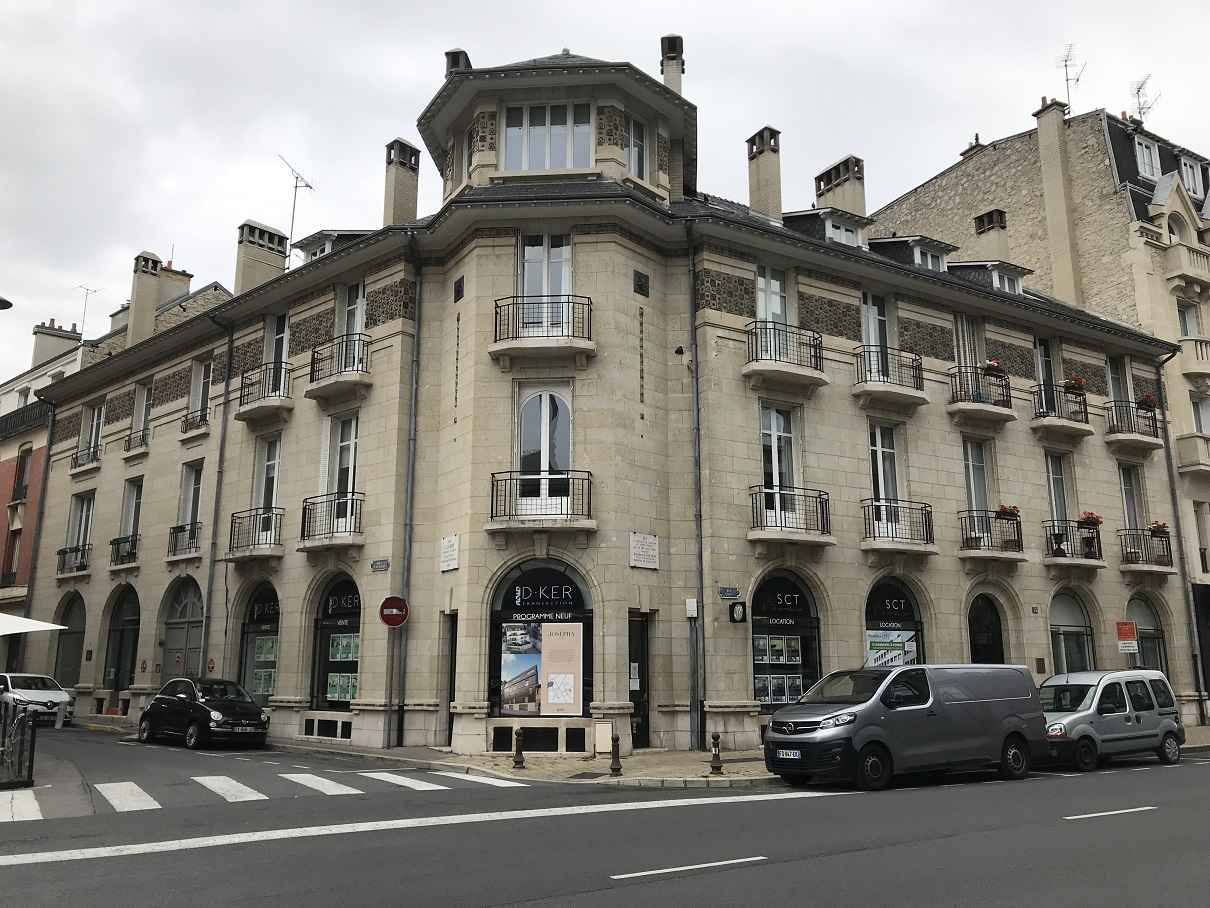
n°13-15 immeuble de commerce avec plaque sur l'emplacement de la maison de naissance de Colbert.
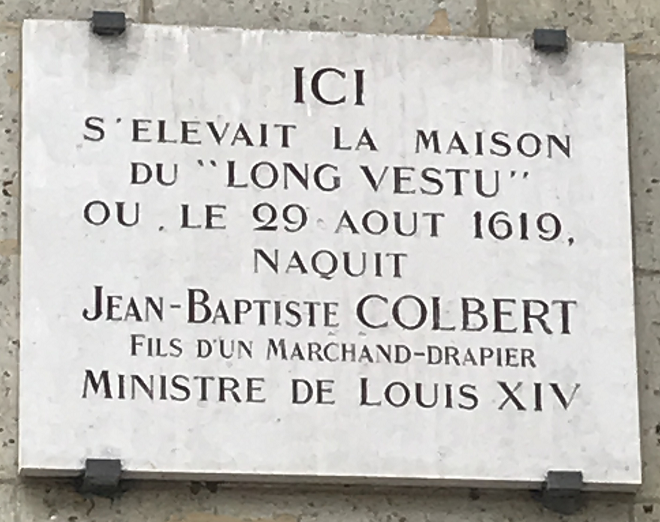
Plaque lieu de naissance Colbert 15 rue Cérès Reims
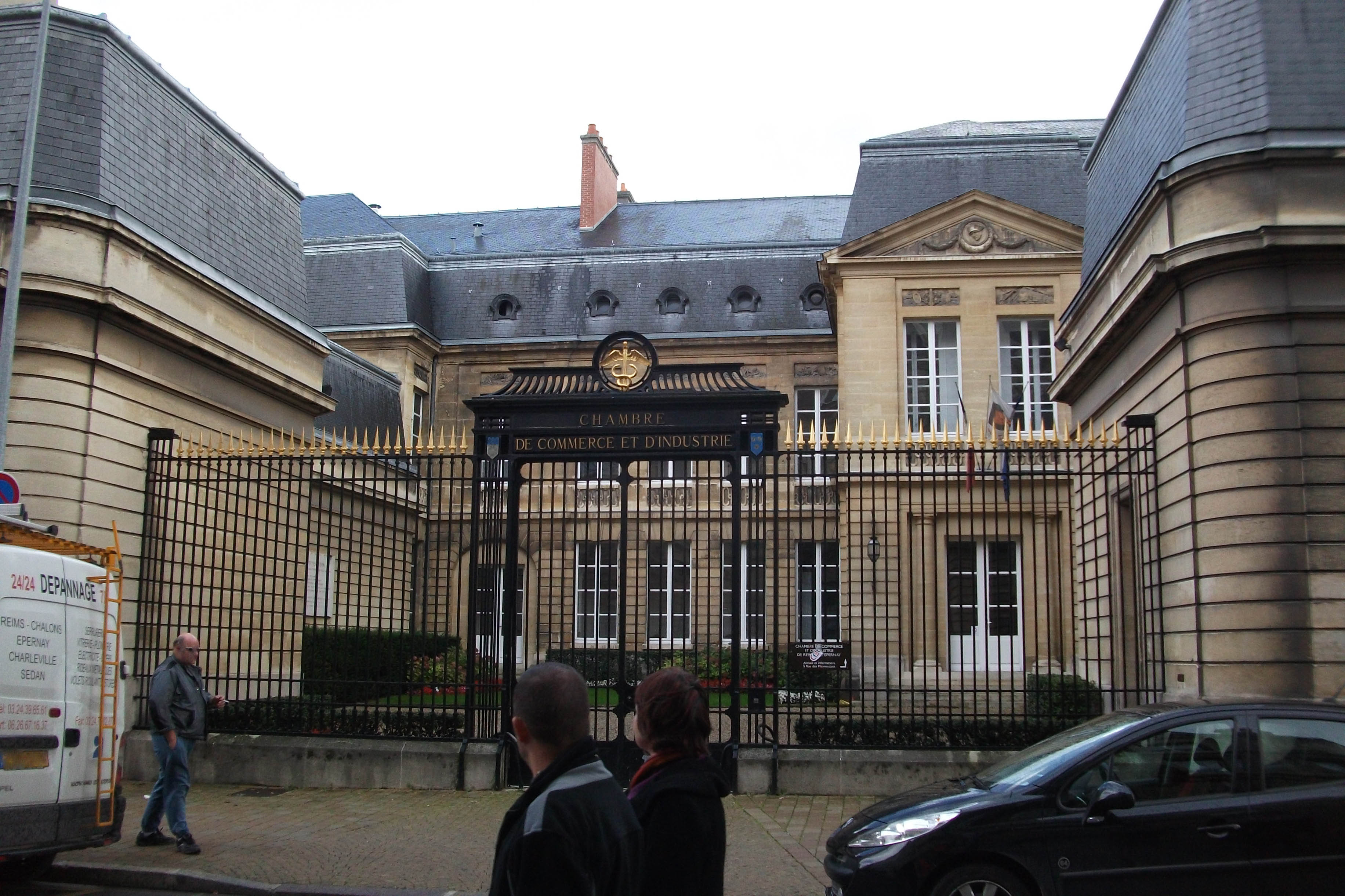
n°30 Hôtel Ponsardin sur la rue.
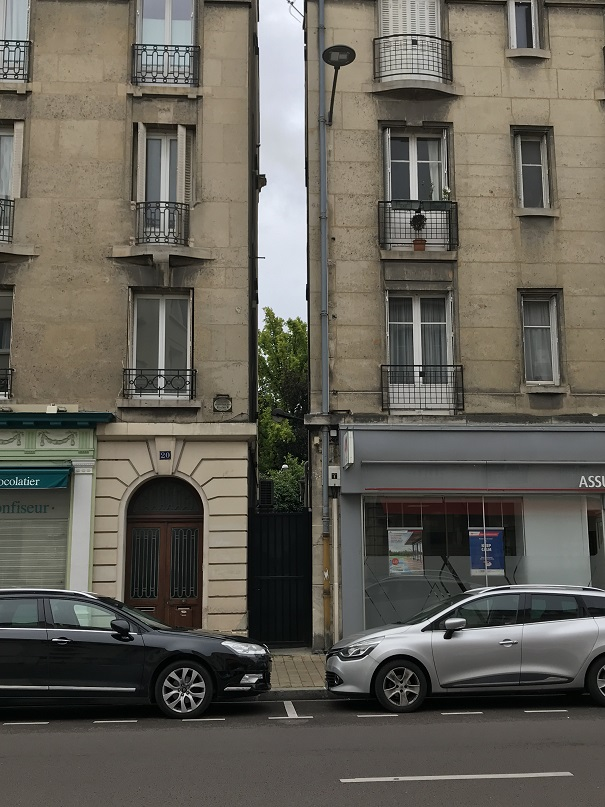
Au 40 accès Rue de la Gabelle par la rue de Cérès par la porte métallique noire.